# Cámara de Representantes de Birmania

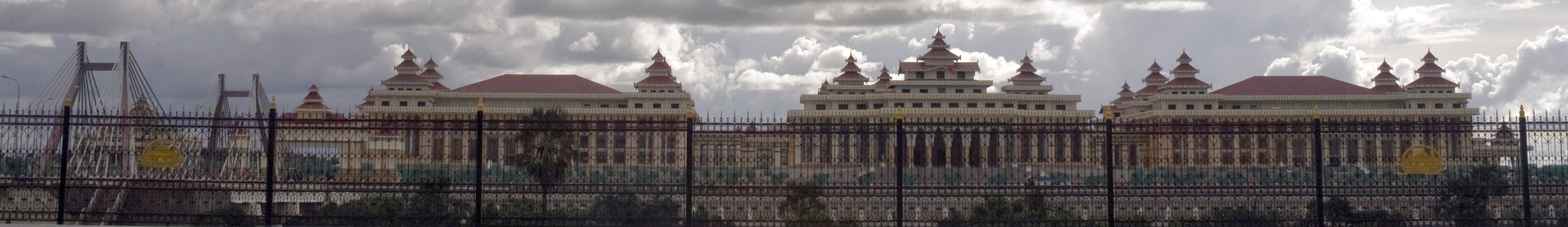
fachada del edificio de la Cámara de Representantes de Birmania

La Cámara de Representantes de Birmania o Pyithu Hluttaw (en birmano: ပြည်သူ့ လွှတ်တော်; pronunciado [pjìðṵ l̥ʊʔtɔ̀]) es la cámara baja de jure del Pyidaungsu Hluttaw, la legislatura bicameral de Myanmar (Birmania). Está compuesto por 440 miembros, de los cuales 330 son elegidos directamente a través del sistema de primeros puestos en cada municipio (las divisiones administrativas de tercer nivel de Myanmar), y 110 son nombrados por las Fuerzas Armadas de Myanmar.
Después de las elecciones generales de 2010, Thura Shwe Mann fue elegido como el primer presidente de la Cámara de Representantes. Las últimas elecciones al Pyithu Hluttaw se llevaron a cabo en noviembre de 2015. En su primera reunión el 1 de febrero de 2016, Win Myint y T Khun Myat fueron elegidos como Portavoz y Vicepresidente del Pyithu Hluttaw respectivamente.
Al 8 de noviembre de 2015, el 90% de los miembros son hombres (389 miembros) y el 10% mujeres (44 miembros).
Después del golpe de Estado del 1 de febrero de 2021, el presidente en funciones Myint Swe disolvió el Pyidaungsu Hluttaw, quien declaró el estado de emergencia por un año y transfirió todos los poderes legislativos al Comandante en Jefe de los Servicios de Defensa, Min Aung Hlaing.